# Hayrettin Yerlikaya
Hayrettin Yerlikaya est un footballeur turc né le 13 août 1981 à Sivas. Il évolue au poste de défenseur.
Sa première sélection en équipe de Turquie a lieu en 2007.